# Demonul invizibil
Demonul invizibil (titlu original: Unseen Evil) este un film american direct-pe-video din 2001 regizat de Jay Woelfel. Scenariul este scris de  Scott Spears. Rolurile principale au fost interpretate de actorii  Richard Hatch, Tim Thomerson, Cindi Braun, Frank Ruotolo, Jere Jon, Cindy Pena și Robbie Rist. Este urmat de filmul Unseen Evil 2 (Răul nevăzut 2, 2004).

## Prezentare
Un profesor de colegiu și câțiva excursioniști pornesc în căutarea unor morminte arhaice indiene aflate într-o pădure. Ei descoperă o comoară dar dezlănțuie un monstru nevăzut care începe să-i ucidă.  

## Distribuție
- Richard Hatch - Dr. Peter Jensen
- Tim Thomerson -s Ranger Chuck MacNeil
- Cindi Braun - Kate
- Frank Ruotolo - Mike
- Jere Jon - Williams
- Cindy Pena - Dana
- Robbie Rist - Bob
- Benjamin Cline - Native Elder #1
- Herve Estrada - Native Elder #2
- Vincent Whipple - Native Brave
- Daryl Berg - Native Girl
- Mark Craig - Ranger #2